# La noche de... (programa de TVE)
La noche de... es un programa de televisión presentado por Julio Somoano, que se emitió en La 1 en la temporada 2013-2014. El programa se emitió sin periodicidad fija, mayoritariamente suele ser mensual.

## Formato
Se trata de un programa de reportajes de aproximadamente 50 minutos de duración, dedicados a un personaje o a un hecho histórico de gran relevancia en el panorama nacional e internacional. En ellos se habla sobre sus vidas o argumentos, y sus trayectorias en sus respectivas dedicaciones, así como imágenes de entrevistas realizadas a esos respectivos personajes.

### Reportajes
1. La noche de JFK: 
Dedicado al 50 aniversario del asesinato del que fuera presidente de los Estados Unidos, John F. Kennedy. Medio siglo después, la herida en EE. UU. sigue abierta. Más de 150 libros se habían publicado en 2013 sobre JFK. Muchos de ellos aportan nuevos datos sobre su vida. Casi ninguno aporta un solo dato nuevo sobre su asesinato. TVE recorre los escenarios del magnicidio de Dallas y analiza con una decena de expertos norteamericanos y españoles qué ocurrió aquel 22 de noviembre de 1963. 
2. La noche de... Suárez: 
En el 35 aniversario de la Constitución, los Servicios Informativos de TVE emitieron este en el que se analiza el papel clave en la Transición del primer presidente de Gobierno de la democracia, Adolfo Suárez. El programa, en el que se muestran algunas imágenes nunca vistas hasta ahora, cuenta con los testimonios de varias de las personas que trabajaron codo con codo con él en ese periodo de la historia de España, como su vicepresiente Alfonso Osorio, y su cuñado y jefe de la secretaría, Aurelio Delgado, además de historiadores, como Paul Preston. 
3. Revelando a Dalí: 
Este documental se acerca a los lugares en los que vivió y trabajó el pintor, escultor, grabador, escenógrafo y escritor Salvador Dalí, considerado uno de los máximos representantes del surrealismo, dedicado al 25 aniversario de su fallecimiento. Se observan escenarios vitales de un artista irrepetible en los que pintó alguna de sus obras maestras, como 'Muchacha en la ventana' o 'El gran masturbador'.
Una historia que les lleva de Cadaqués a Nueva York; y de Madrid a París o Figueras (Gerona), lugares unidos a Dali y su trayectoria. En el viaje se descubren nuevas facetas de Dalí de la mano de vecinos, amigos y conocidos.
También intervienen expertos en su obra y responsables de museos como el Prado, el Reina Sofía o el Museo Dalí. El reportaje busca retirar la máscara del mito detrás de la cual se escondía uno de los personajes más geniales del siglo XX, con el fin de 'revelar' al genio. 
4. La noche del Telediario: 
Consiste en un recorrido por la historia de la evolución estética de los informativos de TVE, desde el año 1956, cuando arrancan en un chalet en el Paseo de La Habana, hasta el decorado más moderno que TVE estrenará próximamente.Al margen del contenido, las modas y la tecnología han ido marcando la forma de contar las noticias, para hacerlas más atractivas. Comenzaron con un decorado austero, una sencilla mesa, un teléfono y una cortina, en la esquina de un pequeño plató. En los últimos tiempos, se ha pasado a una construcción arquitectónica, dominada por la imagen, con todos los avances técnicos a su servicio. Del Paseo de La Habana a Prado del Rey y el Pirulí. Del blanco y negro al color. De las conexiones analógicas e inestables a las precisas satelitales. Del locutor leyendo en papel, al autocue y el pinganillo. El reportaje mostrará esta evolución, con testimonios de Ana Blanco, Jesús Álvarez, Rosa Mª Calaf, Victoria Prego, Matías Prats, Eduardo Sancho (que formó parte del primer equipo de presentadores), o Antonio Fraguas 'Forges', entre muchos otros profesionales ligados a los informativos de TVE en alguna etapa. 
5. La noche de... Francisco: 
Es un reportaje dedicado al 1º aniversario de la elección del papa Francisco. En este reportaje se hablan de temas como: por qué los Cardenales le votaron, y hasta qué punto influyó en su decisión la renuncia de Benedicto XVI. Hay entrevistas a las personas más próximas al papa, las que él mismo ha elegido para formar parte de su equipo de confianza, entre otros, los Cardenales Óscar Andrés Rodríguez Maradiaga o Cláudio Hummes, al Director de L'Osservatore Romano, a un miembro de su equipo de Ceremonieros, a varios vaticanistas y al Director del Centro Televisivo Vaticano. Ellos cuentan cómo es el día a día del papa, y su cohabitación con Benedicto XVI. 

6. La noche de... Felipe VI: 
Este reportaje fue presentado desde el Palacio Real en directo, y cerraba la programación especial preparada por TVE con motivo de la proclamación del nuevo rey. Nos muestra algunas de las imágenes más relevantes de ese día, incluye el documental ‘Felipe VI’, en el que se repasa la vida del nuevo rey a través de más de 30 de figuras relevantes de la sociedad española y de la escena internacional y el reportaje ‘El retrato del rey’, en el que Carlos del Amor, con su particular mirada, intenta acercarse a la fotografía más esperada en estos días: la fotografía oficial del rey Felipe VI. 

7. La noche de... España en la Primera Guerra Mundial: 
A lo largo de este reportaje se analiza cómo evolucionó España durante los cuatro años de guerra, en la que no participó tras declarar el Gobierno de Eduardo Dato la neutralidad. En este reportaje además se entrevista a algunos de los historiadores españoles contemporáneos que han dedicado sus investigaciones a esta parte de la historia que cubre el reinado de Alfonso XIII, como Juan Pablo Fusi, José Varela Ortega, Fernando García Sanz, Manuel Ros y Manuel Espadas Burgos.
Además, el programa entrevista en exclusiva a Carlos de Habsburgo Lorena, nieto del último emperador austrohúngaro, en la que analiza las causas de la guerra y las consecuencias de la nueva configuración política y económica. También cuenta con una amplia participación de historiadores especialistas en la materia, como Margaret MacMillan, decana del Colegio St Antony's de Oxford, autora del libro "1914, de la paz a la guerra", o Christopher Clark, profesor de historia contemporánea en el Colegio St. Catharine's de Cambridge. .

## Audiencias
| Temporada | Temporada | Episodios | Estreno                 | Final              | Audiencia media | Audiencia media | Audiencia media |
| Temporada | Temporada | Episodios | Estreno                 | Final              | Espectadores    | Cuota           |                 |
| --------- | --------- | --------- | ----------------------- | ------------------ | --------------- | --------------- | --------------- |
|           | 1         | 7         | 21 de noviembre de 2013 | 3 de julio de 2014 | 1 110 000       | 7,3%            |                 |
| Total     | Total     | 7         | 2013                    | -                  | —               | —               |                 |

### Primera temporada (2013-2014)
| N.º (serie) | N.º (temp.) | Título                                          | Fecha de emisión        | Audiencia         |
| ----------- | ----------- | ----------------------------------------------- | ----------------------- | ----------------- |
| 1           | 1           | «La noche de JFK»                               | 21 de noviembre de 2013 | 1 337 000 (10,7%) |
| 2           | 2           | «La noche de... Suárez»                         | 5 de diciembre de 2013  | 1 483 000 (7,8%)  |
| 3           | 3           | «Revelando a Dalí»                              | 22 de enero de 2014     | 1 022 000 (7,0%)  |
| 4           | 4           | «La noche del Telediario»                       | 13 de marzo de 2014     | 1 146 000 (7,2%)  |
| 5           | 5           | «La noche de... Francisco»                      | 2 de abril de 2014      | 845 000 (5,6%)    |
| 6           | 6           | «La noche de Felipe VI»                         | 19 de junio de 2014     | 1 426 000 (8,1%)  |
| 7           | 7           | «La noche de... España en la 1ª Guerra Mundial» | 3 de julio de 2014      | 513 000 (4,4%)    |